# Santu Mofokeng
Santu Mofokeng   (Soweto, 19 d'octubre de 1956 - Johannesburg, 26 de gener de 2020) fou un fotògraf sud-africà. Va començar la seva carrera fotogràfica de manera informal a Soweto com a fotògraf de carrer, i en la dècada dels vuitanta va decidir dedicar-se a la fotografia de manera seriosa, principalment documentant l'activitat política de l'època. Fins a la seva mort estava interessat en les polítiques i les poètiques de representació de la població negra a Sud-àfrica. El seu treball també remarca les percepcions ideològiques del paisatge sud-africà. Altres obres, fetes a Alemanya, tracten de la memòria dels camps de concentració.